# Bréry
Bréry est une ancienne commune française située dans le département du Jura, en région Bourgogne-Franche-Comté. Le 1er janvier 2019, elle devient une commune déléguée de Domblans.

## Géographie
Bréry est située sur les premiers contreforts de la montagne du Jura, adossée à un coteau où s'écoulent de nombreuses sources.
La commune est divisée en trois zones : la plaine alluviale de la Seille (pâturages et cultures cérealières), le coteau où est installé le village et où pousse la vigne et le mont (zone de prés-bois).
Le territoire fait partie du massif du Jura, zone du vignoble.
Climatologie (relevés 1990-2009, station altitude 285 m, moyennes durant ces 20 années) :
- Précipitations : 1 200 mm
- Gelées sous abri : 56
- Températures : minimale : -14 ; maximale : 39.6
- Brouillard : 25 jours. 180 heures
- Climat semi-continental.

## Histoire
L'homme s'est installé avant l'occupation romaine sur ce coteau ensoleillé avec ses sources et la rivière proche. Un baptistère fut élevé dès l'origine du christianisme, remplacé par un prieuré sous domination de l'abbaye de Baume (possession confirmée en 1089). Le prieur était seigneur de Bréry. Ce droit a perduré jusqu'à la Révolution. Les habitants ont eu à souffrir de guerres, invasions, incendies et maladies ; toutefois, le village a été épargné par l'épidémie de choléra de 1854. À la fin du XIXe siècle, le phylloxéra a ravagé les 160 hectares de vigne.
Par un arrêté préfectoral du 12 décembre 2018, elle est intégrée à la commune de Domblans le 1er janvier 2019.

## Politique et administration

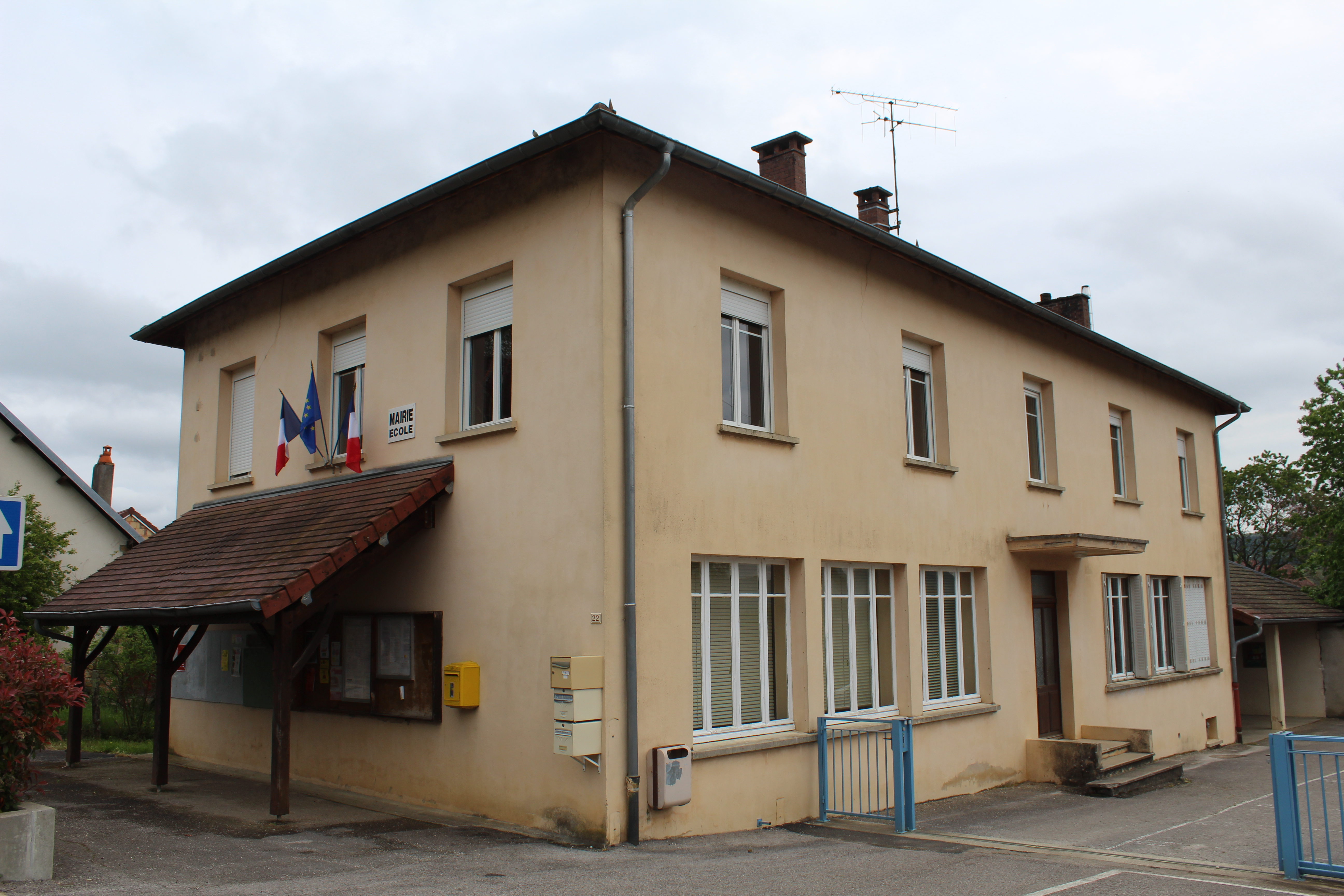
Mairie.

| Période   | Période   | Identité          | Étiquette | Qualité |
| --------- | --------- | ----------------- | --------- | ------- |
| 1977      | 1983      | René Medigue      |           |         |
| 1983      | 1989      | Francis Pettracco |           |         |
| 1989      | 1995      | René Maitre       |           |         |
| mai 1995  | 1998      | Hubert Moine      |           |         |
| 1998      | 2001      | René Maitre       |           |         |
| mars 2001 | mars 2014 | Françoise Bailly  |           |         |
| mars 2014 | En cours  | Roger Ballet      | SE        | Cadre   |

## Démographie
L'évolution du nombre d'habitants est connue à travers les recensements de la population effectués dans la commune depuis 1793. Pour les communes de moins de 10 000 habitants, une enquête de recensement portant sur toute la population est réalisée tous les cinq ans, les populations de référence des années intermédiaires étant quant à elles estimées par interpolation ou extrapolation. Pour la commune, le premier recensement exhaustif entrant dans le cadre du nouveau dispositif a été réalisé en 2005.

En 2016, la commune comptait 227 habitants, en évolution de +6,07 % par rapport à 2010 (Jura : −0,81 %, France hors Mayotte : +2,11 %).
| 1793 | 1800 | 1806 | 1821 | 1831 | 1836 | 1841 | 1846 | 1851 |
| ---- | ---- | ---- | ---- | ---- | ---- | ---- | ---- | ---- |
| 314  | 496  | 506  | 527  | 512  | 510  | 487  | 477  | 459  |

| 1856 | 1861 | 1866 | 1872 | 1876 | 1881 | 1886 | 1891 | 1896 |
| ---- | ---- | ---- | ---- | ---- | ---- | ---- | ---- | ---- |
| 401  | 403  | 424  | 411  | 375  | 345  | 350  | 326  | 308  |

| 1901 | 1906 | 1911 | 1921 | 1926 | 1931 | 1936 | 1946 | 1954 |
| ---- | ---- | ---- | ---- | ---- | ---- | ---- | ---- | ---- |
| 296  | 317  | 307  | 301  | 270  | 231  | 198  | 200  | 191  |

| 1962 | 1968 | 1975 | 1982 | 1990 | 1999 | 2005 | 2006 | 2010 |
| ---- | ---- | ---- | ---- | ---- | ---- | ---- | ---- | ---- |
| 159  | 152  | 145  | 153  | 208  | 195  | 227  | 233  | 214  |

| 2015 | 2016 | - | - | - | - | - | - | - |
| ---- | ---- | - | - | - | - | - | - | - |
| 229  | 227  | - | - | - | - | - | - | - |

## Économie
Les entreprises industrielles sont établies à Domblans à 3 km ; sur la commune existent des entreprises agricoles : élevages bovins pour le lait à Comté, pour la viande, cultures céréalières, maraichage, vignes, apiculture.

## Lieux et monuments
- Ruines du prieuré des moines de Baume (XIIe s.) ;
- Château (XVe s.) ;
- Demeure (XVe s., remaniée au XIXe s.), inscrite à l'IGPC depuis 1986[7] ;
- Église Saint-Laurent (XVIIIe s.), inscrite à l'IGPC depuis 1986[8]. Édifiée à partir de 1767, elle subit une importante restauration, réalisée à l'initiative des habitants du village, entre 1979 et 1982. En 1985, la paroisse reçoit un prix des monuments historiques dans le cadre des chefs-d'œuvre en péril ;
- Fermes (du XVe au XIXe s.), inscrites à l'IGPC depuis 1986[9],[10],[11],[12],[13] ;
- Fromagerie (XVIIIe s.), inscrite à l'IGPC depuis 1986[14] ;
- Chapelle Notre-Dame (XIXe s.), sur le mont, inscrite à l'IGPC depuis 1986[15] ;
- Fontaines (XIXe s.), au nombre de six ;
- Maison, ancienne mairie (XIXe s.), inscrite à l'IGPC depuis 1986[16].

## Personnalités liées à la commune
- Marguerite Gagneur, dite Marguerite Syamour (1857-1945), fille de Wladimir Gagneur et de Marie-Louise Gagneur, écrivaine née à Bréry.

## Activités culturelles
Les activités du village sont :
- Les Fayes, le soir de Noël, provenant d'un ancienne tradition celte où l'on tourne des fayes enflammés depuis la chapelle (le lieu le plus haut du village) pour célébrer le retour du soleil. Un ancien moyen de communication avec la ville de Château-Chalon ;
- la fête (dimanche vers la saint Laurent) : apéritif avec pizzas, quiches au feu de bois offert à la population.

## Sources
Histoire; dictionnaire"le Rousset"